# Kat Graham
Katerina Alexandre Hartford Graham (Ginebra; 5 de septiembre de 1989), conocida por el nombre artístico de Kat Graham, es una actriz, bailarina, cantante y modelo estadounidense nacida en Suiza. Es conocida por interpretar el papel de Bonnie Bennett en la serie de The CW,  The Vampire Diaries.

## Primeros años
Nacida en Ginebra (Suiza), Kat es hija de un padre de Liberia, José Graham, y de una madre judía rusa, Natasha. Asistió a la escuela hebrea y habla inglés, español, francés y algo de portugués y hebreo. Ha estado expuesta a diferentes culturas y sociedades desde una temprana edad y cree que es lo que la ha influido mucho en su forma artística y personal y fomentado su motivación intensa para ser exitosa. Su padre era un ejecutivo de la música y también el padrino de dos de los hijos de Quincy Jones. Su abuelo fue embajador de las Naciones Unidas de Liberia a Suiza. Cuando nació Kat en Ginebra, su padre estaba haciendo periodismo para las Naciones Unidas. Ella se crio en Los Ángeles (California).

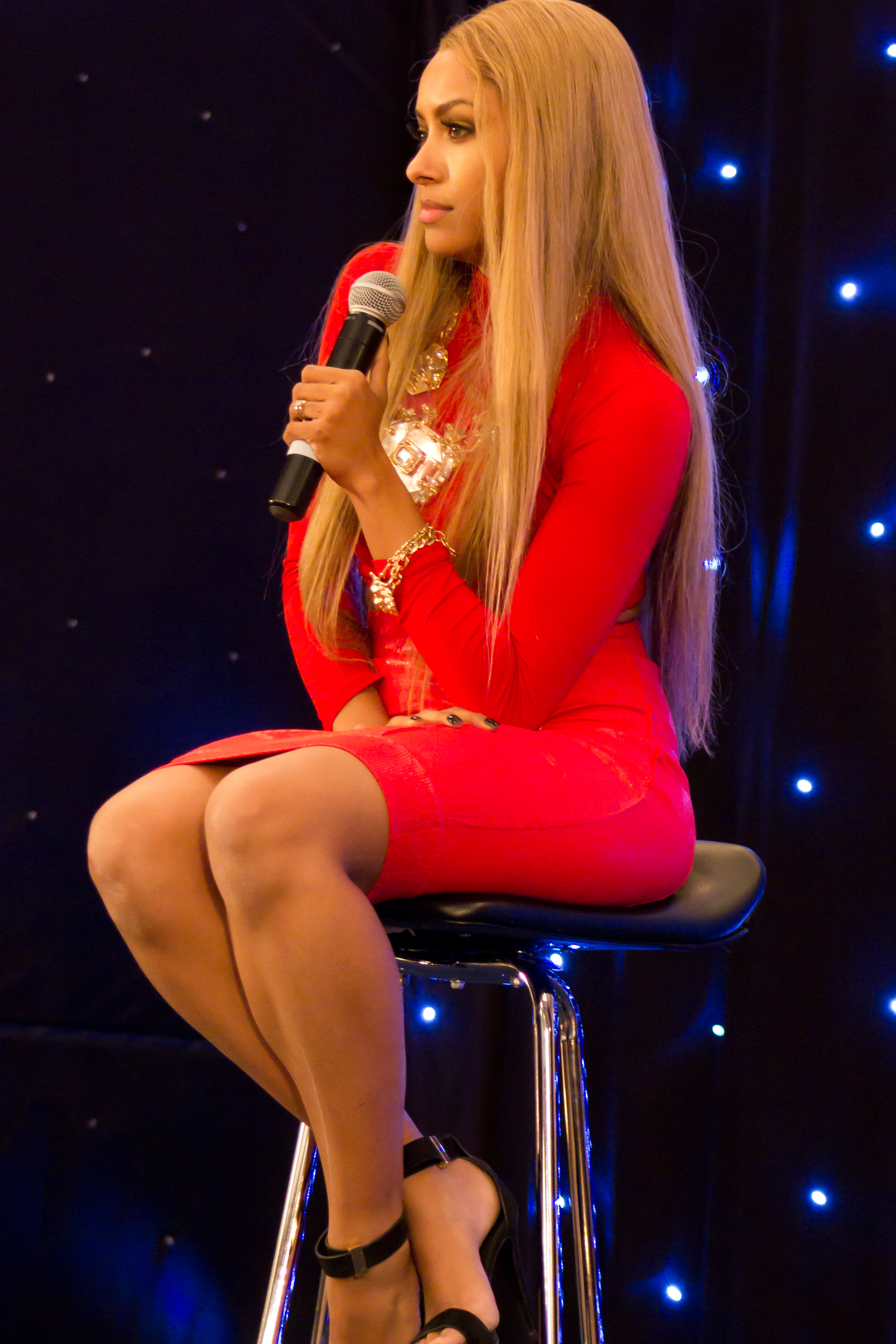
Kat Graham

## Carrera

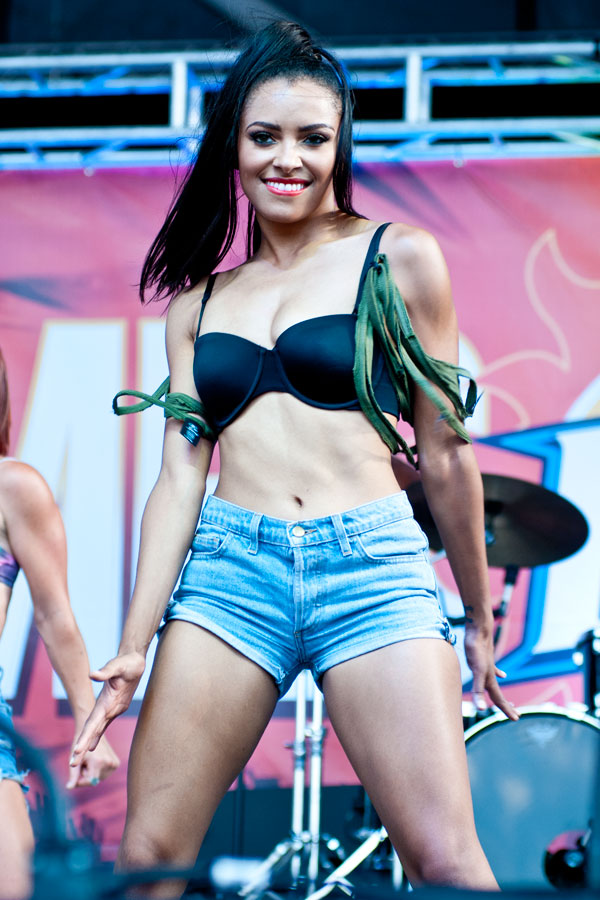
Kat Graham actúa en B96 Summerbash, Toyota Park, Bridgeview, IL, EE. UU.

Entró a la industria del entretenimiento con seis años. Desde entonces y hasta que tenía 14, apareció en anuncios de Barbie, K-Mart, Pop Tart y Edison, y programas de televisión como Joan de Arcadia, Like Family, Grounded for Life, y Lizzie McGuire. 
Su primer éxito vino cuando sustituyó a una joven Christina Milian como la anfitriona de la serie de Disney Channel, Movie Surfers. A los 15 fue elegida por el coreógrafo Fatima para actuar en los BET Awards como bailarina para Lil'Bow Wow. Esta experiencia la condujo a ser elegida por períodos como bailarina para Missy Elliott, Pharrell, Jamie Foxx, y los coreógrafos Hi Hat y Michael Rooney.
Además de ser actriz y bailarina profesional, Katerina también comenzó a perseguir una carrera como artista musical. Una de las primeras canciones que escribió y cantó ("Derailed") fue presentada en una película de Jean-Claude Van Damme. Completando esa canción inspiró a comprar su propio estudio y a reclutar artistas para agregar a su lista de talentos. Aunque no tenía formación formal de producción, pronto comenzó a dominar las técnicas y desarrolló su estilo único.

«Cuando llegué por primera vez mi equipo no tenía a nadie que me guiara... me enseñé a mí misma [recuerda]. Me di cuenta de que no había otros productores adolescentes, ni productores mujeres en el mundo, por lo que se vio obligado a buscar dentro de mí la motivación».

Un año más tarde conoció al productor Damon Elliott (Pink, Mya, Destiny's Child), que resultó ser un mentor de influencia. Mientras los dos trabajaban en el perfeccionamiento de las habilidades de Katerina como música y productora, ella continuó trabajando como actriz, apareciendo como invitada en los programas de televisión CSI: Las Vegas, The OC, Malcolm in the Middle, Joan de Arcadia, Strong Medicine y Hannah Montana. También ha tenido presencia en vídeos musicales, apareciendo junto a Akon en "Mr. Lonely", 112 en "What If", John Legend en "Used To Love You", B2K en "Why I Love You", Musiq Soulchild's "Buddy" y muchos otros.

A los 17 fue seleccionada por la compañía de Coca-Cola como parte de una campaña internacional para comercializar su refresco Fanta. Si bien la promoción de la campaña como miembro de las "Fantanas" (como Capri/Strawberry), Katerina completó al mismo tiempo su licenciatura en ingeniería de grabación.

    «Mi experiencia ha sido tan variada que nunca he tenido que comprobar lo que otras personas están haciendo. Mis circunstancias y mi mente se separaron y nunca se mezclan.»

Continúa trabajando en el rodaje, la música y la danza: terminó recientemente una gira mundial con Black Eyed Peas, su voz aparece en dos canciones del disco solista de Will.I.Am, "Songs About Girls" ("I Got It From My Mama" y "The Donque Song", junto a Snoop Dogg). Participó en la película 17 otra vez con las estrellas Zac Efron y Matthew Perry. Sus próximos proyectos son la película navideña de la cadena Hallmark, Our First Christmas, la versión moderna Breakfast Club remake de Bleachers, e interpretará al interés amoroso de Kel Mitchell, 'Chaka Lovebell' en la película Chicago Pulaski Jones, que será el debut como director del comediante Cedric the Entertainer. 
Protagonizó la serie de The CW The Vampire Diaries junto a Nina Dobrev, Paul Wesley, Candice Accola e Ian Somerhalder.Filmó la película Boogie Town, protagonizada junto a Marques Houston, Brenda Song y Vanessa Simmons, así como el thriller The Roommate con Leighton Meester y su compañera de Vampire Diaries, Nina Dobrev.

## Filmografía
| Películas  | Películas                                | Películas          | Películas                                    |
| Año        | Película                                 | Personaje          | Notas                                        |
| ---------- | ---------------------------------------- | ------------------ | -------------------------------------------- |
| 1998       | The Parent Trap                          | Jackie             | Personaje secundario                         |
| 2004       | Johnson Family Vacation                  | Bailarina          | Extra                                        |
| 2008       | Our First Christmas                      | Bernie             | Personaje secundario                         |
| 2009       | 17 Again                                 | Jamie              | Personaje secundario                         |
| 2010       | Chicago Pulaski Jones                    | Chaka Lovebell     | Posproducción                                |
| 2010       | The Roommate                             | Kim                | Posproducción                                |
| 2010       | Bleachers                                | Melanie            | Papel secundario                             |
| 2011       | Honey 2                                  | Maria Ramírez      | Protagonista                                 |
| 2011       | Dance Fu                                 | Chaka              |                                              |
| 2011       | Boogie Town                              | Ingrid             |                                              |
| 2014       | Addicted                                 | Diamond            |                                              |
| 2016       | Muse                                     | Muse               |                                              |
| 2017       | All Eyes On Me                           | Jada Pinkett       |                                              |
| 2017       | Where's the money                        | Alicia             |                                              |
| 2018       | How it ends                              | Samantha           |                                              |
| 2018       | The Holiday Calendar                     | Abby Sutton        |                                              |
| 2019       | Cut Throat City                          | Demyra             |                                              |
| 2019       | Emperor                                  | Delores            |                                              |
| 2019       | The Poison Rose                          | Rose               |                                              |
| 2020       | Operation Christmas Drop                 | Erica Miller       | Protagonista                                 |
| 2022       | Heatwave                                 | Claire Valens      | Protagonista                                 |
| 2025       | Michael                                  | Diana Ross         | Elenco principal, película                   |
| Televisión |                                          |                    |                                              |
| Año        | Título                                   | Personaje          | Notas                                        |
| 2002       | Lizzie McGuire                           | Miembro Pelotón #2 | Episodio "You're a Good Man, Lizzie McGuire" |
| 2003       | Strong Medicine                          | Ashley Collins     | Episodio "Degeneration"                      |
| 2003       | Malcolm in the Middle                    | Actriz             | Episodio "Watching the Baby"                 |
| 2004       | Joan of Arcadia                          | Angela             | Episodio "No Bad Guy"                        |
| 2004       | Like Family                              | Muchacha           | Episodio "Romancing the Home"                |
| 2004       | Grounded for Life                        | Laura              | Episodio "Psycho Therapy"                    |
| 2006       | The O.C.                                 | Kim                | Episodio "The Undertow"                      |
| 2006       | CSI                                      | Tisha              | Episodio "Poppin' Tags"                      |
| 2007       | Greek                                    | Bailarina          | Episodio "The Rusty Nail"                    |
| 2007       | Hell On Earth                            | Felicia            | Personaje frecuente                          |
| 2008—2009  | Hannah Montana                           | Allison            | 3 episodios, tercera temporada               |
| 2009—2017  | The Vampire Diaries                      | Bonnie Bennett     | Protagónico, serie de TV The CW              |
| 2015       | Stalker                                  | Christine Harper   | Episodio "Love Kills"                        |
| 2018       | Rise of the Teenage Mutant Ninja Turtles | April O'Neil       | Voz                                          |

## Discografía

### Sencillos
"Down Like That" (2008)
- "Boom Kat" (2009)
- "Boyfriend's Back" (2009)
- "Star Now" (2009)
- "Sassy" (2010)
- “I Want it All” (2011)
- “Cold Hearted Snake” (Basado en "Cold Hearted" de Paula Abdul) (2010)
- "Only Happy When It Rains" (Cover de Garbage) (2010)
- "I Want It All" (2010)
- "Mr. Vain" (2011)
- "Love Will Never Do Without An Escapade (Janet Mashup" (mashup de las músicas de Janet Jackson "Escapade" y "Love You Never Do (Without You)") (2011)
- "Take Me Away" (2011)
- "Put Your Graffiti On Me" (2012)
- "HeartKiller" (Promocional) (2012)
- "Power" (2013)
- "1991" (2015)
- "Secrets" (2015)

### Álbumes
- "Against The Wall" (2012)
- "Roxbury Drive" (2015)
- "Love Music Funk Magic" (2017)

### Participación en singles
Kat ha aparecido en videoclips de otros artistas, tanto superficialmente como con su voz.
- "Lonely" de Akon (2009) | Aparición en el videoclip.
- "I Got It From My Mama" de Will.i.am (2009) | Voz femenina.
- "Donque Song" de Will.i.am y Snoop Dogg (2008) | Voz femenina.
- "Somebody To Love" de Justin Bieber y Usher (2010) | Aparición en el videoclip.
- "Just a Dream" de Nelly (2010) | Aparición en el videoclip
- ”Looking For Love” de Diddy Dirty Money ft. Usher (2011) | Aparición en el videoclip.
- "I Really Don't Care" de Demi Lovato (2014) | Aparición en el videoclip